# Kaoru Kitamura
Kaoru Kitamura (北村 薫 Kitamura Kaoru?) (28 de diciembre de 1949) es el seudónimo de Kazuo Miyamoto (宮本 和男 Miyamoto Kazuo?), un popular escritor japonés, principalmente de cuentos.

## Biografía
Kitamura nació en la ciudad de Sugito, en la Prefectura de Saitama. Estudió literatura en la Universidad de Waseda, en Tokio, y fue miembro del Club de Misterio de Waseda mientras estudió allí. Después de graduarse de Waseda en 1972,  regresó a Saitama para volverse profesor de lengua en la Secundaria Kasukabe, su alma mater. Empezó su carrera como escritor sólo después de haber enseñado durante casi veinte años, y dejó de enseñar en 1993 para dedicarse por completo a escribir, una vez ya establecido como autor.
Hizo su debut bajo seudónimo. En un comienzo, debido a que la protagonista sin nombre y en primera persona de sus primeros libros era una estudiante universitaria, y el nombre Kaoru era ambiguo en cuanto al género, se especulaba que Kitamura era mujer. Estas especulaciones continuaron hasta que reveló su identidad en 1991, al aceptar el Premio Escritores de Misterio de Japón .

## Obras
A Kitamura se lo conoce como escritor de misterio, y más que en las historias de misterio tradicionales de detectives y crímenes, su trabajo se enfoca principalmente en la solución lógica de enigmas y problemas más "ordinarios", propios de la vida cotidiana. Se lo considera pionero de este estilo de misterio, conocido en Japón como "misterio cotidiano" (日常の謎 Nichijou no nazo?), que desde entonces ha sido adoptado por muchos otros escritores.
Hizo su debut literario en 1989, con la publicación de Soratobu Uma (空飛ぶ馬, "Caballo volador"), y ha estado escribiendo prolíficamente desde entonces. Ganó el 44.o Premio de Escritores de Misterio de Japón en 1991 por Yoru no Semi (夜の蝉, "Cigarras nocturnas"), el 6.º  Premio Honkaku de Misterio en 2006 por Nippon Kōka no Nazo (ニッポン硬貨の謎, "Misterio de la moneda japonesa"), y en 2006 el Premio Baka-Misu por la misma obra.  En 2009, después de haber sido nominado anteriormente en varias ocasiones, ganó el prestigioso Premio Naoki (el 141.º) por Sagi to Yuki (鷺と雪, "Garzas y nieve"). Sus trabajos han sido adaptados a cine, televisión, y manga.